# José Pérez (Fußballspieler, 1897)
José Pérez (* 30. November 1897; † 5. Dezember 1920) war ein uruguayischer Fußballspieler.

## Karriere

### Verein
Der auf dem rechten Flügel eingesetzte, el Botija genannte Pérez gehörte von 1914 bis 1920 dem Kader Peñarols in der Primera División an. 1918 feierte seine Mannschaft den Gewinn der uruguayischen Meisterschaft. 1915 und 1917 behielten die Aurinegros zudem bei der Copa Albion die Oberhand, während für das Jahr 1916 der Triumph bei der Copa Competencia und der Copa Competencia Internacional, der Copa La Transatlántica, der Copa Aniversario, der Copa Jockey Club und der Copa Club Uruguay verzeichnet sind. 1918 holte man jeweils die Trophäe bei der Copa de Honor, der Copa de Honor Internacional, der Copa Montevideo und der Copa Tortoni.
Während seiner Zeit bei den Aurinegros stand Pérez gemeinsam mit Manuel Varela und dem später aus der Schusslinie geratenen Piendibene im Mittelpunkt der Anschuldigungen eines Bestechungsskandals um den die Meisterschaft jenes Jahres entscheidenden sogenannten „Clásico der Schande“ am 11. November 1917.

### Nationalmannschaft
Pérez war auch Mitglied der uruguayischen A-Nationalmannschaft. Insgesamt absolvierte er von seinem Debüt am 15. August 1913 bis zu seinem letzten Spiel für die Celeste am 3. Oktober 1920 28 Länderspiele. Dabei erzielte er sechs Treffer.
Pérez nahm mit der Nationalelf an den Südamerikameisterschaften 1916 (kein Einsatz), 1917 (drei Spiele, kein Tor), 1919 (vier Spiele, ein Tor) und 1920 teil. 1916, 1917 und 1920 gewann Uruguay den Titel. 1919 scheiterte sein Heimatland knapp und wurde Zweiter. Bei seiner letzten Teilnahme absolvierte er alle drei Begegnungen und wurde mit drei erzielten Treffern gleichauf mit seinem Landsmann Ángel Romano Torschützenkönig des Turniers.
Überdies siegte er mit der heimischen Nationalelf auch bei der Copa Newton in den Jahren 1915, 1917 und 1919 sowie der Copa Club Círculo de La Prensa 1919.

### Erfolge
- Südamerikameister: 1916, 1917, 1920
- Copa Newton: 1915, 1917, 1919
- Copa Club Círculo de La Prensa: 1919
- Uruguayischer Meister: 1918